# Mąż wdowy
Mąż wdowy (fr. Le mari de la veuve) – jednoaktówka Alexandre’a Dumasa (ojca) z 1832 roku o charakterze komediowym.

## Historia powstania utworu
Pod koniec zimy 1832 roku wybuchła w Paryżu epidemia. Z Indii przez Persję, Rosję i Anglię dotarła nad Sekwanę. Ludzie marli masowo. Na początku kwietnia było już siedem tysięcy zmarłych, a trzynaście tysięcy chorych trafiło do szpitala. Paryż opustoszał. Dyrektor Odéonu Harel zamieszczał w gazetach ogłoszenia informujące, że według badań służb sanitarnych sale teatralne są jedynym miejscem niezagrożonym cholerą. Paryżanie woleli jednak pozostać w domach. Dumas ubolewał nad pustką w teatrach, postanowił jednak nie czekać do końca epidemii. Parę tygodni wcześniej poznał u Firmina aktorkę Caroline Dupont, obsadzaną w Komedii Francuskiej w rolach subretek. Za zgodą barona Taylora, dyrektora teatru, miała ona w niedługim czasie zostać bohaterką poświęconego jej benefisu. Chciała zagrać w krótkiej, napisanej ze swadą jednoaktówce, która pozwoliłaby jej zademonstrować cały jej aktorski kunszt i brawurę. Zwróciła się z tą prośbą do Dumasa, który mile połechtany jej wyborem, propozycję przyjął.
Chcąc jak najszybciej wywiązać się z przyjętego zobowiązania, poprosił o pomoc jednego z przyjaciół, Eugène’a Durieu, literata i szefa biura w ministerstwie spraw wewnętrznych. Durieu zaproponował wzięty z archiwów temat. Do współpracy został zaproszony jeszcze Anicet Bourgeois. Anicet i Eugène przygotowali wstępną wersję scenariusza, którą zatwierdził Dumas. We trzech dokonali podziału jednoaktówki na sceny, a Dumas dopisał dialogi. Utwór powstał w dwadzieścia cztery godziny. 8 marca rozpoczęły się próby z panną Mars w roli głównej i Caroline Dupont w roli subretki.

## Osoby
| Osoba           | Jej rola w dramacie          | Aktor premierowy |
| --------------- | ---------------------------- | ---------------- |
| Vertpré         |                              | Monrose          |
| Léon Auvray     | przyszły Pauliny             | Jean Menjaud     |
| Pani de Vertpré |                              | panna Mars       |
| Paulina         | siostrzenica pani de Vertpré | panna Anaïs      |
| Helena          | służąca                      | panna Dupont     |

## Treść
Pani de Vertpré czeka na przyjazd gościa. Wścibskiej służącej, Helenie, udaje się dowiedzieć, że jej pani, choć powszechnie uważana za wdowę, czeka na męża. Léon Auvray, narzeczony Pauliny, siostrzenicy pani domu, zwierza się służącej ze swej miłości do pani  de Vertpré. Chwilę później zostaje przyłapany przez narzeczoną na wpisywaniu miłosnego wiersza, który wyraźnie nie do niej był adresowany. Przybywający Paul de Vertpré z zachowania Léona wnosi, że stara się on o względy jego żony. Pani de Vertpré jest przekonana, że mąż się myli i jest gotowa rozmówić się z Léonem co do jego planów matrymonialnych. Ośmielony jej słowami Léon wyznaje jej miłość i zostaje wyrzucony przez zdumioną kobietę za drzwi. Paul postanawia się z nim rozmówić i ujawnia mu, że jest mężem pani de Vertpré. Léon czuje się oszukany przez panią de Vertpré i oświadcza się Paulinie, która zapomina o urazie i przyjmuje oświadczyny pod warunkiem, że zgodę wyrai też jej opiekunka. Pani de Vertpré postanawia dać nauczkę niestałemu Léonowi i zazdrosnemu mężowi. Każe napisać Paulinie list miłosny, po czym po reprymendzie danej Léonowi, wręcza mu ów list. Młodzieniec, który nie zna charakteru pisma żadnej z kobiet, sądzi, że to list od pani domu i znalazłszy się w sytuacji bez wyjścia próbuje uciec przez okno. Zatrzymany przez Paula de Vertpré, przymuszony, wyjawia mu treść fatalnego listu. Wstrząśnięty de Vertpré siłą odbiera Léonowi ów list i rozpoznaje pismo żony. Sztuka kończy się tryumfem pani domu i ślubem Pauliny i Léona.

## Premiera
Na premierze w dniu 4 kwietnia 1832 roku pojawiło się zaledwie pięćset osób. Publiczność jakby miała za złe autorowi, że zamiast leżeć w łóżku, odważył się napisać śmieszne dialogi. Wprawdzie niektóre sceny zostały nagrodzone oklaskami, ale po kwestii wygłoszonej przez amanta Menjaud, rozległ się gwizd. Aktor zlany strugami deszczu wpadł na scenę i otrzepując się powiedziałː Co za pogodaǃ Tak przesiąkłem wodą, jak wino dla pensjonarekǃ Ktoś na widowni poczuł się dotknięty i wyraził swój protest. Urażony Dumas nie zgodził się, by na koniec przedstawienia wymieniono jego nazwisko.
Recenzenci potraktowali sztukę obcesowo. Lesur z L'Annuarie historique stwierdził, że ci którzy nie wybrali się do Komedii Francuskiej nie mają czego żałować, a kronikarz La Gazette de France, że mimo wartkich i naturalnie brzmiących dialogów intryga nie grzeszy zdrowym rozsądkiem, a postacie są mało wiarygodne.